# 杉原重玄
杉原 重玄（すぎはら しげはる）は、但馬国豊岡藩の第3代藩主。竹中半兵衛の曾孫にあたる。

## 生涯
寛永14年（1637年）、交代寄合・竹中重常（竹中重門の長男）の3男として生まれる。
母方の伯父にあたる先代藩主・杉原重長が正保元年（1644年）10月28日に死去した後、所領を1万石に減らされた上で正保2年（1645年）閏5月26日に末期養子となり、家督を継いだ。末期養子が解禁されていなかった時期であったが、長房・重長の2代における忠勤が考慮されて重玄の家督相続が認められた。藩主就任後の正保4年（1647年）、江戸城石垣普請助役を勤める。
承応2年（1653年）10月14日に死去した。享年17。嗣子が無かったため杉原氏は断絶し、改易されて豊岡は天領となった。この時、豊岡城も廃城とされた。養父・重長の従祖父の義正（杉原家次の弟）が始祖の庶流が旗本（杉原長氏など）として、家名は存続している。

## 系譜
- 父：竹中重常
- 母：杉原長房の娘
- 養父：杉原重長（1616-1644）
- 正室：杉原重長の娘